# Rauchpunkt
Der Rauchpunkt ist die niedrigste Temperatur, bei der eine deutlich sichtbare Rauchentwicklung über einem erhitzten Speisefett oder Speiseöl beginnt. Aber bereits bei Temperaturen darunter zersetzen sich Öle und Fette.
Anders als oftmals angenommen, ist der Rauchpunkt nicht die Temperatur, bei der sich das Öl oder Fett zersetzt und möglicherweise gesundheitsschädliche Substanzen bildet, sondern jene Temperatur, bei der unter definierten Bedingungen flüchtige Komponenten (wie Wasser, freie Fettsäuren oder auch kurzkettige Oxidationsabbauprodukte) abdampfen und als Rauch sichtbar werden.
Entgegen der Anweisung in vielen Kochrezepten sollten Fette und Öle aus gesundheitlichen Gründen nie so weit erhitzt werden, dass sie zu rauchen beginnen, weil dabei vermehrt Acrolein freigesetzt werden kann. Beim in Indien beliebten Senföl kann es jedoch als das kleinere Übel angesehen werden, wenn es kurz und schnell bis zum Rauchpunkt erhitzt wird, damit stechend riechende Isothiocyanate verdampfen.
Der Rauchpunkt eines Fettes ist hauptsächlich vom Anteil freier Fettsäuren abhängig. Je höher dieser Anteil, desto niedriger ist der Rauchpunkt. Ein Fett oder Öl, das schon mehrmals erhitzt wurde (z. B. beim Frittieren), hat einen höheren Gehalt an freien Fettsäuren als ein „frisches“. Auch native Öle haben in der Regel einen höheren Gehalt an freien Fettsäuren als Raffinate, können aber, besonders wenn sie frisch sind, auch mit Raffinaten vergleichbare, sehr geringe Gehalte an freien Fettsäuren aufweisen.
Die Werte in nebenstehender Tabelle dienen nur der groben Orientierung – kaum zwei Quellen sind sich einig, wo der genaue Rauchpunkt eines bestimmten Öles liegt, natürliche Schwankungen kommen hinzu. Auch wird oft nicht zwischen raffiniertem und unraffiniertem Öl unterschieden.
Der Rauchpunkt hat insgesamt nur eine begrenzte Aussagekraft, da er stark vom Gehalt an freien Fettsäuren sowie von der Vorbehandlung und der Lagerung des Öls oder Fetts abhängig ist.
| Produkt                                          | Rauchpunkt (Beispiel) |
| ------------------------------------------------ | --------------------- |
| Sonnenblumenöl (roh, unraffiniert, kaltgepresst) | 107 °C                |
| Sonnenblumenöl (teilraffiniert)                  | 232 °C                |
| Sonnenblumenöl (raffiniert)                      | 252–254 °C            |
| Leinöl                                           | 107 °C                |
| Schweineschmalz                                  | 121–218 °C            |
| Olivenöl (kaltgepresst)                          | 130–175 °C            |
| Olivenöl (nativ extra, filtriert)                | 160–190–210 °C        |
| Distelöl (kaltgepresst)                          | 150 °C                |
| Distelöl (raffiniert)                            | 210 °C                |
| Walnussöl (unraffiniert)                         | 160 °C                |
| Erdnussöl (unraffiniert)                         | 160 °C                |
| Hanföl                                           | 165 °C                |
| Erdnussöl (raffiniert)                           | 230 °C                |
| Butter                                           | ca. 175 °C            |
| Butterschmalz                                    | 200–205 °C            |
| Sesamöl (unraffiniert)                           | 177 °C                |
| Kokosfett                                        | 185–205 °C            |
| die meisten raffinierten Öle                     | > 200 °C              |
| Maiskeimöl (raffiniert)                          | 200 °C                |
| Sojaöl                                           | 213 °C                |
| Traubenkernöl                                    | 216 °C                |
| Palmkernfett                                     | 220 °C                |
| Rapsöl (unraffiniert)                            | 107 °C                |
| Rapsöl (kaltgepresst)                            | 130–190 °C            |
| Rapsöl (raffiniert)                              | 190–230 °C            |
| Senföl                                           | 254 °C                |
| Sheabutter (unraffiniert)                        | 211 °C                |
| Avocadoöl (nativ)                                | 261 °C                |
| Kamelienöl                                       | 252 °C                |